# Havel ze Strahova
Havel ze Strahova (latinsky Gallus de Monte Sion či Gallus de Sumo; začátek 14. století Hradec Králové? – po 1388) byl český lékař, matematik, astronom a astrolog na dvoře Karla IV.

## Život

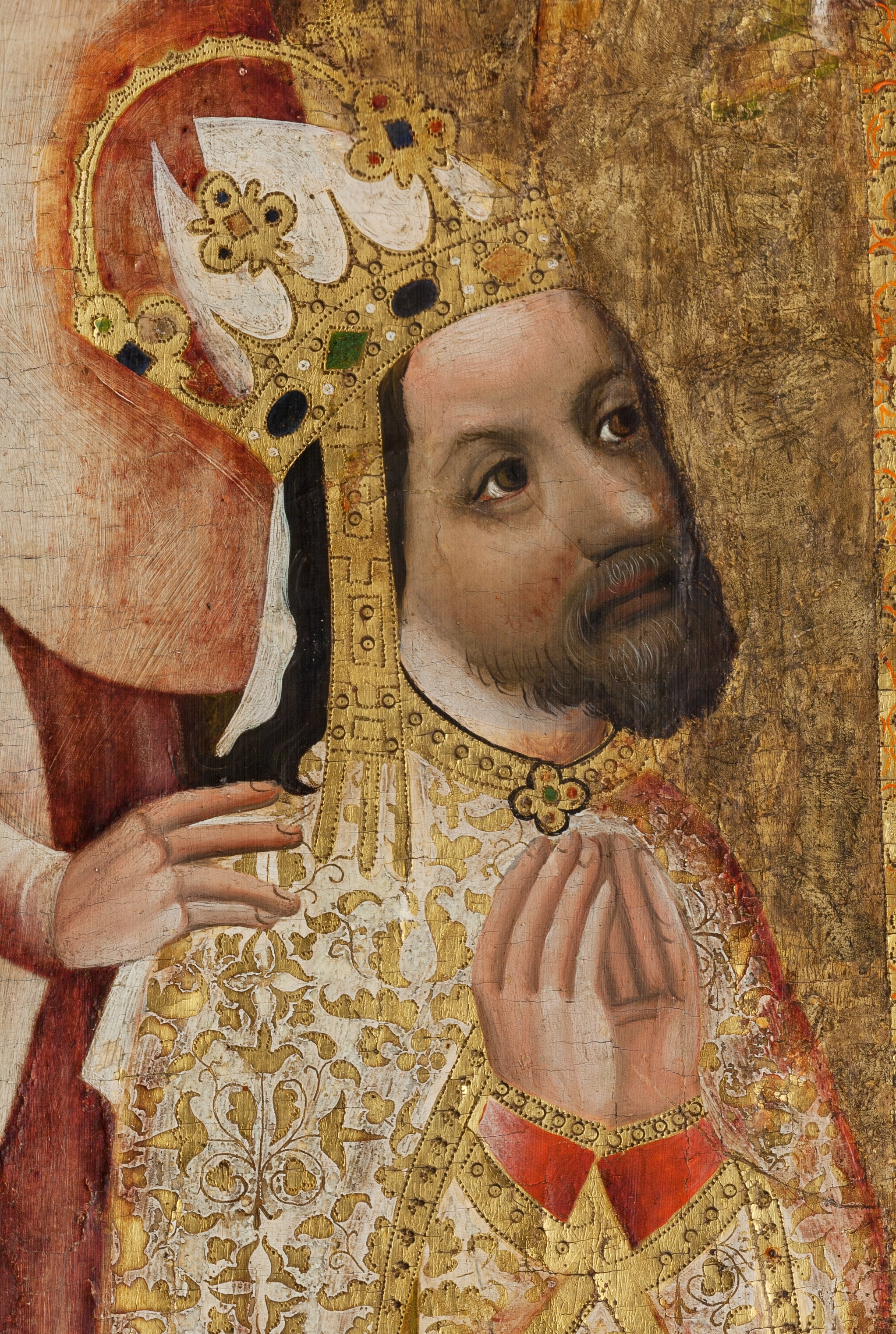
Karel IV. na Votivním obraze Jana Očka z Vlašimi

Přesné datum a ani místo narození Havla ze Strahova není známo. Jana Nechutová se domnívá, že se narodil na počátku 14. století asi v Hradci Králové. Zřejmě studoval na pařížské univerzitě. Roku 1349 se již vyskytoval na dvoře českého krále Karla IV. jako jeho osobní lékař a rádce. Kromě medicíny však Havel vynikal i v astronomii a matematice, byl prvním profesorem astronomie na Karlově univerzitě. Rovněž se tradovalo, že měl Havel vliv na založení Nového Města pražského, avšak pro tuto teorii chybí spolehlivé zprávy. Havel ze Strahova přednášel na lékařské fakultě pražské univerzity. Roku 1369 byl jmenován farářem u kostela sv. Mikuláše na Malé Straně. V roce 1361 se stal boleslavským děkanem. K roku 1371 je zaznamenán jako oltářník v pražském a vratislavském kostele. Později patrně ještě léčil Václava IV., jak je zaznamenáno v několika receptech určených pro tohoto krále. Nejpravděpodobněji také vychovával Křišťana z Prachatic. Naposledy je v písemných pramenech zmíněn k roku 1388. Usuzuje se, že zemřel právě někdy po tomto roce.

## Dílo
Havel ze Strahova sepsal několik latinských publikací:
- Regimen sanitatis ad Carolum imperatorem
- Contra pestilentiam missum imperatori (1370) – list pojednávající o moru
- Tractatus urinarum – spis o tom, jak lze na základě vzhledu moči diagnostikovat chorobu
- Liber medicinalis
- Aque infrascripte et earum virtutes sunt probate a Mag. Gallo de Monte Syon (česky: Naučenie kněze Havla o vodách)
- Prophecio de regno Bohemie – astrologický spis

Mnohé Havlovy spisy byly též soudobně přeloženy do češtiny. Havel ze Strahova se pravděpodobně podílel i na tvorbě českých slovníků Bartoloměje z Chlumce (Klareta).